# 八箇峠道路

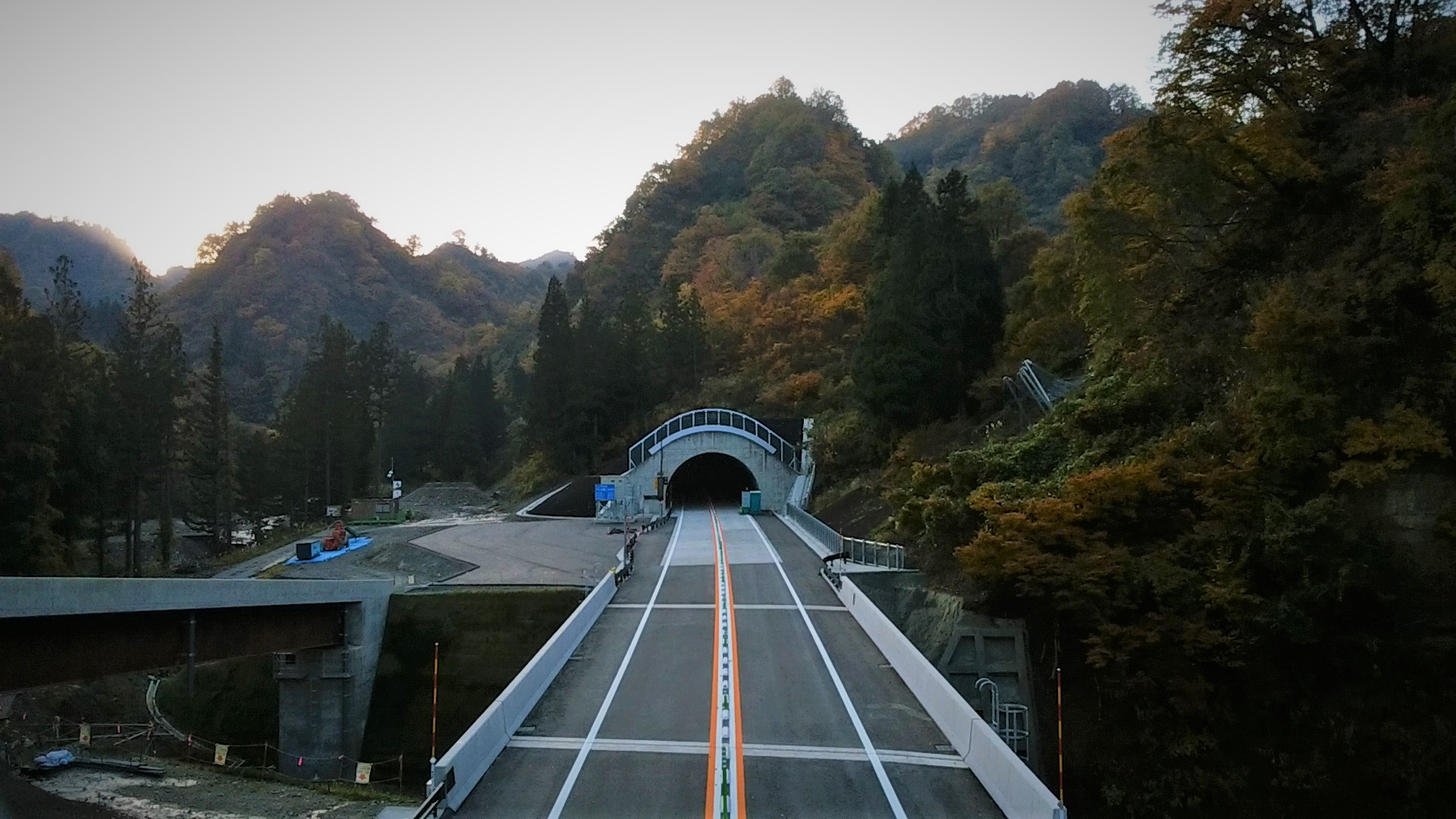
八箇峠トンネルを十日町側に向かって撮影。

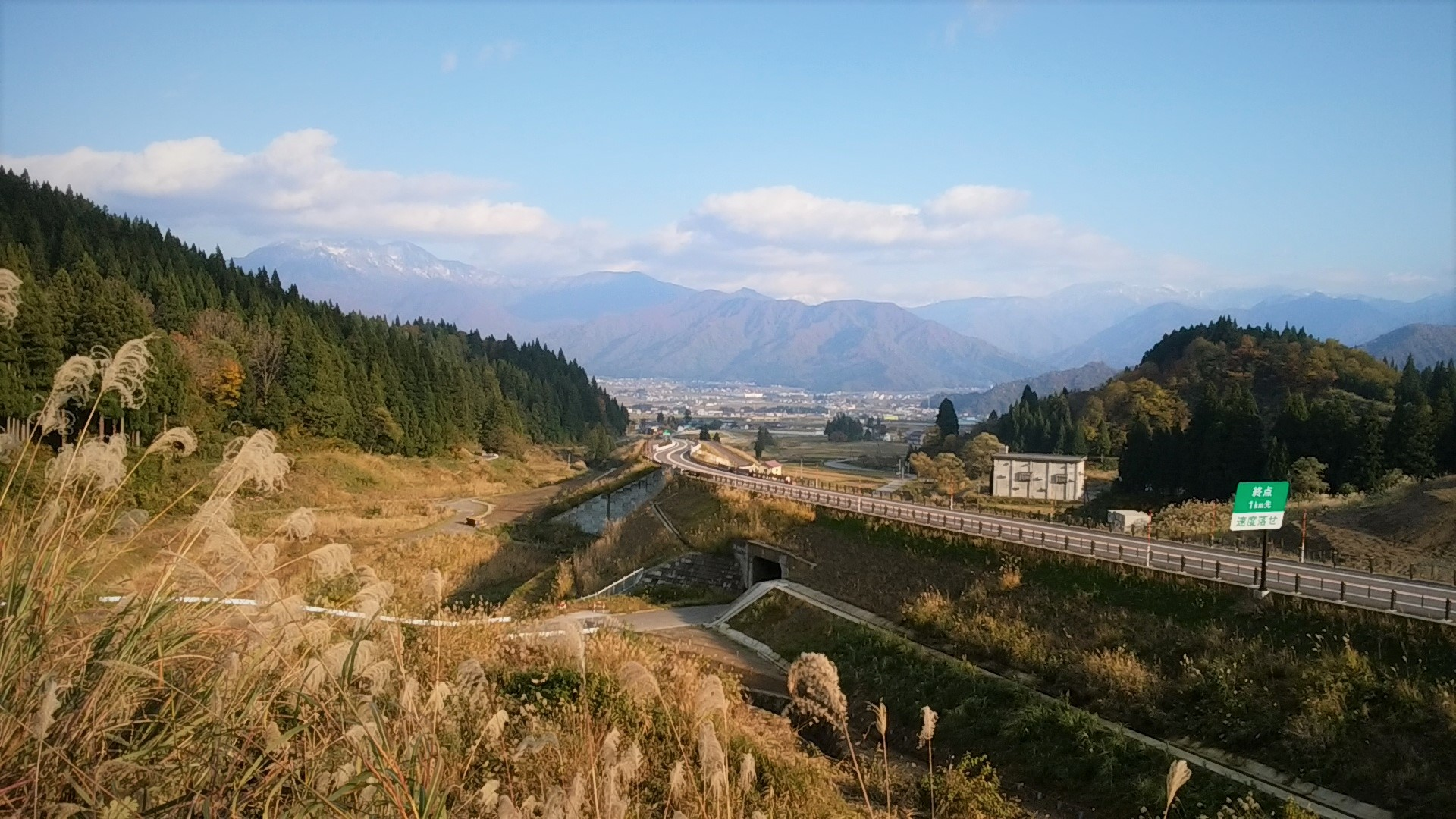
野田インター1km手前付近。左の空き地は2005年に計画変更になる前の八箇峠トンネルの坑口用地。

八箇峠道路（はっかとうげどうろ）は新潟県十日町市の八箇ICから南魚沼市の余川ICに至る国道253号の延長8.5キロメートル (km)の自動車専用道路である。

## 概要
新潟県南西部の上越市を中心とする上越地域と十日町市・南魚沼市を中心とする魚沼地域を相互に連絡する地域高規格道路上越魚沼地域振興快速道路の一部を構成する。
現道の国道253号は、魚沼丘陵部において道路の幅員が狭く線形不良や一般通行規制を抱える八箇峠を通過しているため、特に冬場の降雪時には自動車の走行に危険を生じている。また、異常降雪時には交通規制が生じ、経済活動等に影響を与えている。このような降雪・積雪による危険を排除し、十日町・南魚沼の相互連携、関越自動車道六日町ICへのアクセスを強化することによって地域の発展や日常生活の向上が期待されており、地域高規格道路 上越魚沼地域振興快速道路 八箇峠道路（一般国道253号）として事業が進められている。
2017年（平成29年）11月25日に八箇IC - 野田IC間が開通した。なお、従来の国道253号八箇峠は開通に伴い、八箇トンネル西口 - 新潟県道560号田沢小栗山線交点が十日町市・南魚沼市道八箇トンネル線、田沢小栗山線交点 - 新潟県道478号平石西ノ裏線交点が新潟県道560号田沢小栗山線、平石西ノ裏線交点 - 国道253号交点が南魚沼市道余川上ノ原旧国線に変更となり八箇IC - ムイカスノーリゾート入口（平石西ノ裏線交点）が冬季閉鎖区間に移行した。2021年（令和3年）3月30日には、八箇ICから八箇トンネル西口の旧道も国道指定を外れた。

### 路線データ
八箇峠道路のパンフレットデータに基づく起終点などは次のとおり。
- 起点 - 十日町市八箇（八箇IC = 国道253号十日町道路交点）
- 終点 - 南魚沼市余川（余川IC = 国道17号六日町バイパス交点）
- 全長 - 8.5 km
- 規格 - 第1種第3級
- 設計速度 - 80 km/h
- 車線数 - 2車線
- 指定区間 - なし（ただし、権限代行により国土交通省が事業主体）

## 歴史
- 1994年（平成6年）12月16日 - 上越魚沼地域振興快速道路 上越市 - 六日町（現 南魚沼市）（延長約60 km）が計画路線に指定[4]。
- 1996年度（平成8年度） - 十日町市 - 六日町（現 南魚沼市）間（延長約13 km）が調査区間に指定[4]。
- 1997年（平成9年）9月10日 - 八箇峠道路（延長約10 km）が整備区間に指定[4]。
- 2000年度（平成12年度） - 事業化・工事着手[4]。
- 2001年度（平成13年度） - 用地着手[4]。
- 2005年（平成17年）7月26日 - 八箇峠道路を完成2車線とする計画見直し内容が発表される[4]。
- 2006年（平成18年）5月1日 - 着工。
- 2007年度（平成19年度） - 八箇峠トンネル南魚沼市側着工[4]。
- 2010年度（平成22年度） - 八箇峠トンネル十日町市側着工[4]。
- 2012年（平成24年）5月24日 - ルート上の八箇峠トンネルで爆発事故が発生。

- 2014年（平成26年）10月14日 - 八箇峠トンネルが貫通[5]。
- 2017年（平成29年）11月25日 - 八箇IC - 野田IC間（延長6.6 km）開通[1]。
- 2019年度（平成31年度・令和元年度） - 十日町道路が事業化されたことに伴い、区間が重複するため八箇峠道路の起点側1.2 kmの計画を削除[6]。
- 2020年（令和2年）1月28日 - 八箇峠道路の道路の区域を変更[7]。
- 2021年（令和3年）3月30日 - 旧道の八箇ICから八箇トンネル西口までが国道指定を外れる[3]。

### 事業見直し
2005年（平成17年）に整備計画を変更した。当初はトンネル部分を5 kmとし4車線道路とする計画であった。しかし、峠部分に広がる西山層と呼ばれる地盤地帯で、ガスや水の湧出等による難工事が予想されたため、事業費と工期を考慮し、ルートを変更。西山層を避けてトンネルを掘削することになり、トンネル部分が3 kmに短縮された。通行量の観点からは暫定2車線（4車線）から恒久2車線に変更されたが、設計速度は80 km/hのまま据え置いた。また、八箇IC（仮称）の位置を変更し、新たに野田ICを追加した。
南魚沼市長の井口一郎は、2017年度（平成29年度）の開通予定を前倒しして、魚沼基幹病院の開院する2015年（平成27年）6月までに開通させられないかと、国土交通省へ打診した事が報じられたが、前倒しは実現しなかった。

### 道路施設

#### トンネル
- 八箇峠トンネル（延長2,840 m）[4]

#### 橋梁・その他構造物
- 八箇インターランプ橋（延長27 m）[4]
- 南沢ランプ橋（延長32 m）[4]
- 川治川橋（延長31.8 m）[4]
- 庄ノ又川1号橋（延長25 m）[4]
- 八箇インター橋他2号橋（延長34.5 m）：側道の八箇峠トンネルへのアクセスの為に整備された橋。六日町側坑口傍の湯沢寄りに存在する。
- 欠之上スノーシェッド（延長 344.5 m）
- 庄ノ又川2号橋（延長108 m）[4]
- 庄ノ又川3号橋（延長108 m）[4]
- 岩之沢川1号橋（延長17.9 m）[4]
- 岩之沢川2号橋（延長135 m）[4]
- 岩之沢川3号橋（延長39.5 m）[4]
- 野田跨道橋（延長20.1 m）[注釈 1][4]
- 庄ノ又川下流橋（延長32.4 m）[注釈 1][4]
- 川窪跨道橋（延長19.7 m）[注釈 1][4]
- 一国欠之上跨道橋（延長17.0 m）[注釈 1][4]
- 関越道横断ボックス（延長85.5 m）[注釈 1][4]

## 地理

### 通過する自治体
- 新潟県
  - 十日町市 - 南魚沼市

### インターチェンジなど
| 施設名                                                    | 接続路線名                      | 経緯                                                                  | 所在地   |
| --------------------------------------------------------- | ------------------------------- | --------------------------------------------------------------------- | -------- |
| 国道253号 上越魚沼地域振興快速道路（十日町道路 上越方面） |                                 |                                                                       |          |
| 八箇IC                                                    | 国道253号（現道）               | 北緯37度04分56秒 東経138度48分18秒 / 北緯37.082314度 東経138.805046度 | 十日町市 |
| 野田IC                                                    | 県道521号欠之上五日町線         | 北緯37度05分35秒 東経138度52分23秒 / 北緯37.092996度 東経138.873153度 | 南魚沼市 |
| この間未開通                                              |                                 |                                                                       | 南魚沼市 |
| 六日町IC（仮称）                                          | E17 関越自動車道（予定）        | 北緯37度04分44秒 東経138度52分34秒 / 北緯37.078805度 東経138.876092度 | 南魚沼市 |
| 余川IC（仮称）                                            | 国道17号 六日町バイパス（予定） | 北緯37度04分35秒 東経138度52分35秒 / 北緯37.076254度 東経138.876371度 | 南魚沼市 |